# Australia en los Juegos Olímpicos de Grenoble 1968
Australia estuvo representada en los Juegos Olímpicos de Grenoble 1968 por tres deportistas masculinos que compitieron en tres deportes.
El portador de la bandera en la ceremonia de apertura fue el esquiador alpino Malcolm Milne. El equipo olímpico australiano no obtuvo ninguna medalla en estos Juegos.